# Tálibok
A tálibok vagy talibán (pastu nyelven: طالبان ṭālibān) egy szunnita, iszlamista,  deobandi vallási-politikai mozgalom és  pastu nacionalista katonai szervezet Afganisztánban, amelyet számos kormány és szervezet terroristának tekint.   2021-ben a saját becslésük szerint 200 ezer harcosuk volt.
A tálib kifejezés az arab  طالب (ṭālib, ~diák, tanítvány) szóból származik, korábban a pastu társadalom vezető rétegének iszlám iskolákban kiképzett fiatal tagjait takarta. A mozgalom a pakisztáni afgán menekültek vallási iskoláiból ered.
A tálibok először 1996 és 2001 között voltak hatalmon Afganisztánban és nagyjából az ország háromnegyedét uralták, ahol a saría vagy az iszlám törvény szigorú betartatását alkalmazták. Az afgán polgárháború egyik vezető frakciójaként, 1994-ben alakultak meg, és nagyrészt a kelet- és dél-afganisztáni pastu területekről származó, hagyományos iszlám iskolákban (medresze) tanult diákokból (tálib) álltak, akik a szovjet-afgán háborúban is harcoltak.  Mohammed Omar vezetésével a mozgalom Afganisztán nagy részén elterjedt, és fokozatosan átvette a hatalmat a mudzsahedin haduraktól. A tálib mozgalom az 1990-es évek közepére a CIA katonai, taktikai és pénzügyi segítségével erősödött meg Afganisztánban, majd uralma alá hajtotta az ország döntő részét. A vallási előírásokat szigorúan betartató tálibok időközben együttműködésbe kezdtek az Al-Káida terrormozgalommal is, melynek fontos tagja lett Oszáma bin Láden, aki a Szovjetunió afganisztáni háborúja idején már aktív szerepet vállalt a talibán oldalon.
A totális hatalmat gyakorló Afganisztáni Iszlám Emirátus  1996-ban jött létre, ekkor  az afgán fővárost Kandahárba helyezték át. Az ország nagy része az Emirátus irányítása alatt állt, amíg az amerikaiak által vezetett, a 2001. szeptember 11-i merényletekre válaszul bekövetkező afganisztáni inváziót követően, 2001 decemberében  meg nem buktatták. Az ország megszállását a Bush kormányzat a terrorizmus elleni harc első lépcsőjeként igyekezett feltüntetni. A tálibok uralma alatt az északkeleti országrészek az úgynevezett Északi Szövetség kezében voltak, amely még rendelkezett a nemzetközi elismeréssel, mint az ideiglenes Afgán Iszlám Állam  utóda. A tálib kormányzat hivatalos diplomáciai elismerését  három nemzet ismerte el: Pakisztán, Szaúd-Arábia és az Egyesült Arab Emírségek. A csoport később forradalmi felkelő mozgalomként definiálta magát, hogy felvegye a harcot az amerikaiak által támogatott Karzai-kormány és a NATO vezette haderő (ISAF) ellen.
A háború legitimálása okán az USA szövetséget kötött az úgynevezett Északi Szövetséggel. A tőlük elszenvedett katonai vereség után a talibán visszaszorult az afgán-pakisztáni határvidékre, ahol új erőre kapott és 2009-re már Pakisztán területén is katonai sikereket ért el. 2021-ben visszafoglalták Afganisztánt, miután az amerikai csapatok kivonultak az országból.

## A mozgalom története

### Kialakulásuk

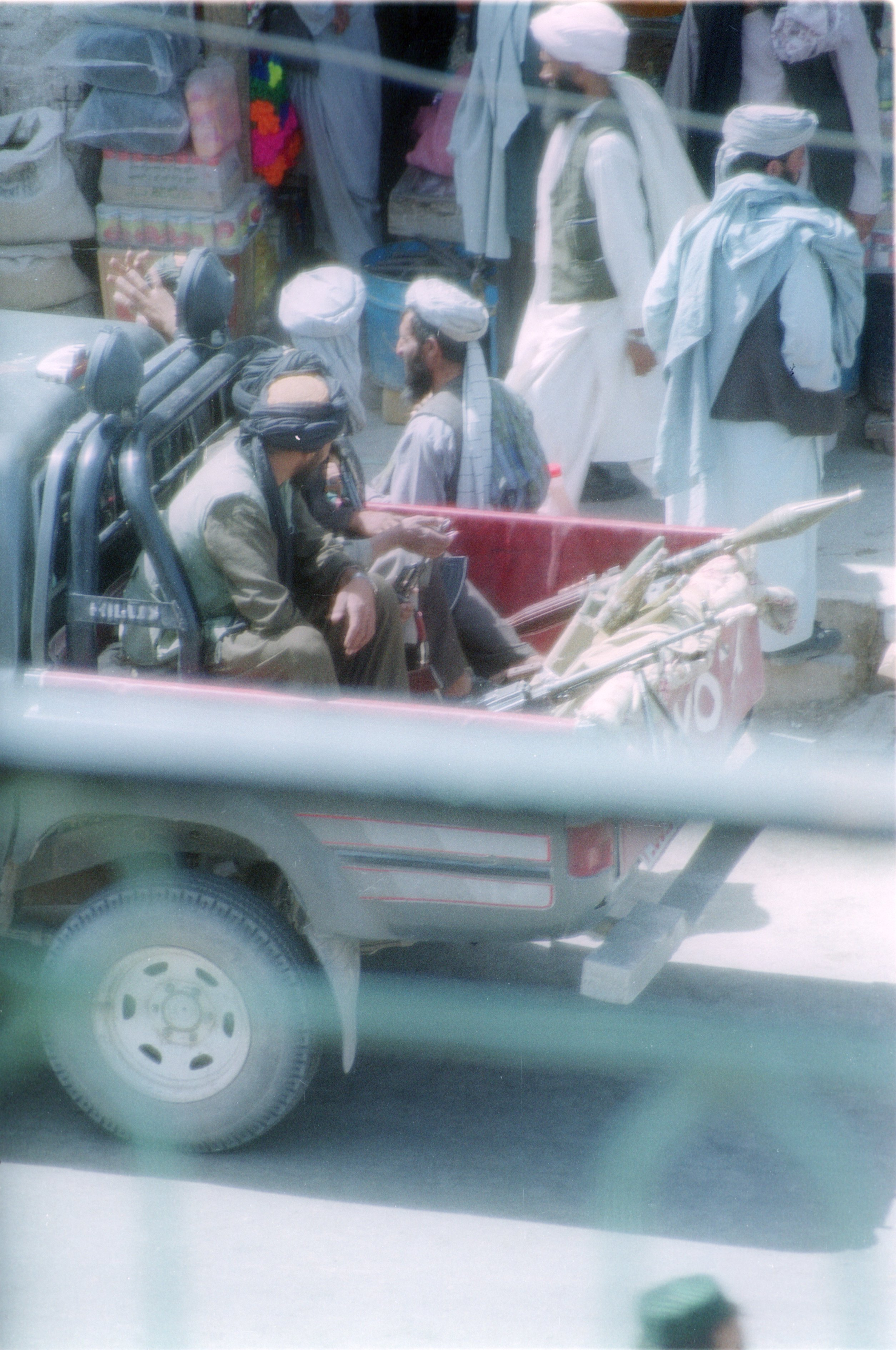
Tálibok Heratban, 2001-ben

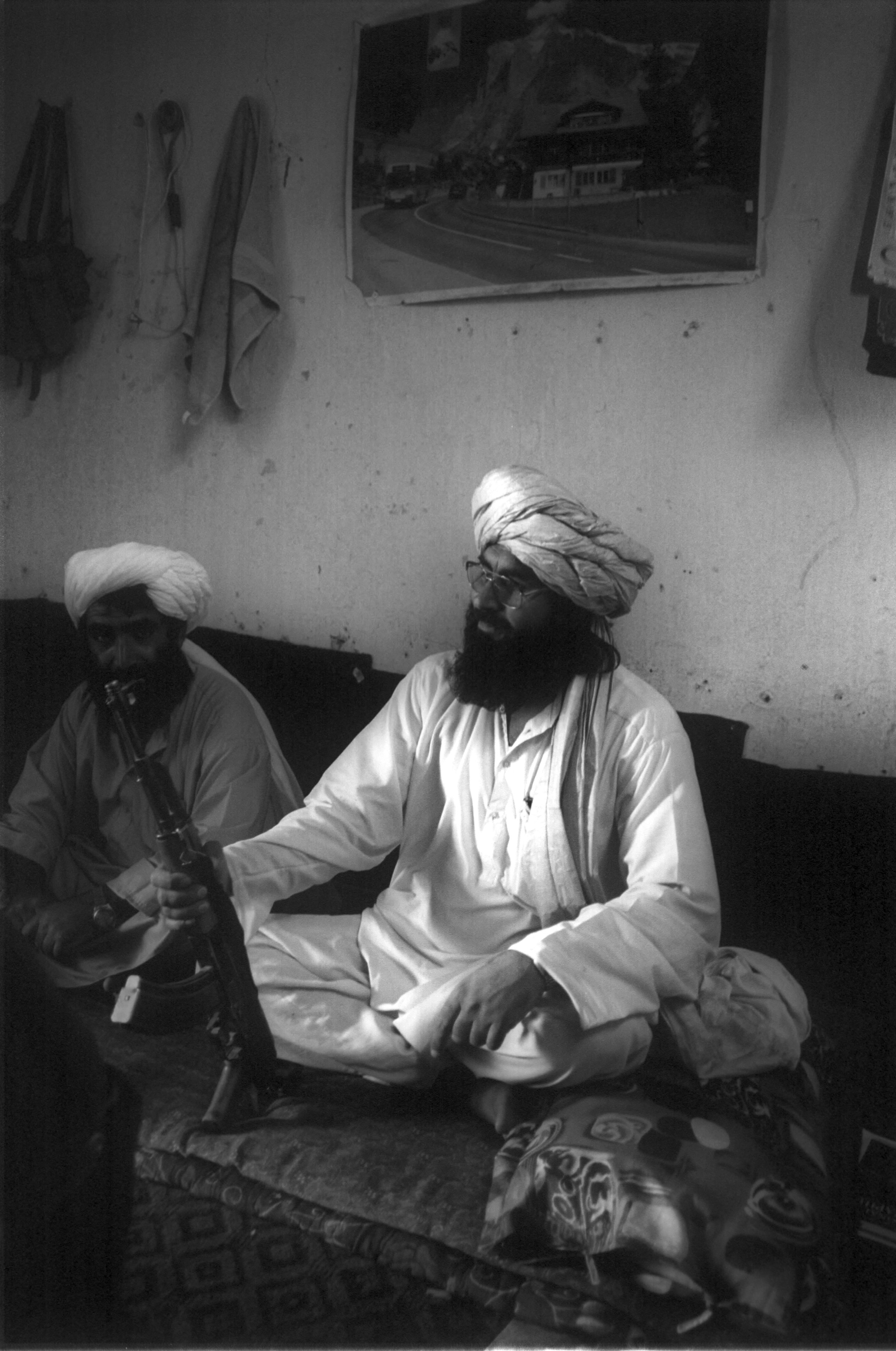
Tálib határőr 2001-ben

A tálib katonai és politikai mozgalom kialakulása 1994-re datálható, amikor a korábban az Afganisztánt megszálló szovjetek ellen harcoló, majd azok kivonulása után egymás ellen forduló mudzsahedin csoportok egy része kiegyezett egymással. A csoportok kiegyezését fegyverrel és pénzzel támogatta a szomszédos Pakisztán is, amely érdekelt volt az ország stabilizálásában. A tálibok megerősödésében kezdetben érdekelt volt az Amerikai Egyesült Államok is, amelynek cégei gázvezetéket szerettek volna létesíteni Türkmenisztán és Pakisztán között, ennek jegyében tálib tisztségviselők 1997-ben tárgyalásokat folytattak Texasban az UNOCAL nevű olajipari vállalattal.
1995 után már a tálibok számítottak Afganisztán legerősebb hatalmi csoportosulásának. Tagságuk legnagyobb része a pakisztáni határvidéken lévő korániskolák diákjai közül származott. Kabul 1996-os bevétele után a mozgalom már Afganisztán kétharmadát tartotta ellenőrzése alatt, ellenfeleik mindössze az ország északi részén tudtak tartósan dacolni a tálibok növekvő katonai erejével.

### Afganisztáni Iszlám Emirátus
1997. októberében a tálibok kikiáltották az Afganisztáni Iszlám Emirátust, amelynek kormányával Szaúd-Arábia, Pakisztán és az Egyesült Arab Emírségek is felvette a diplomáciai kapcsolatokat. A szomszédos Iránnal viszont csak igen hűvös viszonyt tudtak kialakítani, amely kilenc diplomatájának tálibok általi meggyilkolása után katonai erő alkalmazásával fenyegette meg a tálib kormányt.
1999-től kezdődött a mozgalom és az Al-Káida terrorhálózat együttműködése; országukban a tagjaik búvóhelyeket és kiképzőbázisokat hozhattak létre.

### 2001
A 2001. szeptember 11-i merényletek után a tálib mozgalom a világ legjelentősebb katonai hatalmával, az Egyesült Államokkal került szembe. Az Omár molla által vezetett Afganisztán hiába kérte a muszlim országok segítségét, a tálib mozgalom az iszlám világon belül is elszigetelődött. 2001. október 7-én az Egyesült Államok megkezdte a terroristák és az őket támogató tálibok elleni hadjáratát. Az évek óta az ország északkeleti részén védekező ún. Északi Szövetség csapatai kitörtek a tálib gyűrűből és megkezdték az ország elfoglalását. A radikális mozgalom hatalma megingott, Kabul november 13-i, majd a radikálisok legfőbb bázisául szolgáló Kandahár december 9-i eleste már a tálib kormány bukását jelentette.

### Tálib reneszánsz, Vazirisztán
2002-re a tálib mozgalom Afganisztánban igen meggyengült. Az országot megszálló hatalmak létrehozták az ország új kormányát, választásokat tartottak és megkísérelték az ország visszaillesztését a nemzetközi jogrendbe. A tálibok vezetői Afganisztán déli részére húzódtak vissza.
A mozgalomban szerepet vállaló afgánokat az Egyesült Államok terrorizmussal gyanúsította meg, egy részüket guantánamói fogolytáborba szállította. A tálib katonai mozgalom majd fél évtized elteltével tudta csak újraszervezni magát. Erősödésükre 2006-tól kezdve egyre több merénylet, összecsapás hívta fel a figyelmet.
A radikálisok nemsokára már nem csak Afganisztánra, hanem a szomszédos Pakisztán északnyugati határvidékére is kiterjesztették tevékenységüket és Vazirisztán  hegyvidéki régiója lett az egyik fellegváruk. Itt visszaszorították a hagyományos törzsi vezetők uralmát és 2004-től tényleges hatalmat ragadtak magukhoz a térségben.  2006. február 14-én bejelentették a Vazirisztán Iszlám Állam létrehozását, amelyet viszont a világ egyetlen országa sem ismert el; a pakisztáni hadsereg pedig megpróbálta helyreállítani a központi hatalmat.
2008-ban a mozgalom már olyan erővel bírt, hogy nyílt harcban is képesek voltak a pakisztáni hadsereg egyik erődjének elfoglalására.
2009-ben pedig a pakisztáni Szvat-völgyre is kiterjesztették fennhatóságukat. A sarokba szorított pakisztáni kormány a lázadókkal lezajlott tárgyalás után 2009 tavaszán a saría bevezetésére kényszerült a mozgalom által megszállt országrészekben. A megállapodás ellenére a tálib terjeszkedés folytatódott, 2009 áprilisában a fővárostól pár órányi autóútra lévő falvakban is megjelenő képviselőik már az ország teljes talibanizációját hirdették. A tálibok terjeszkedésétől megriadt pakisztáni kormány 2009 májusában hadjáratot szervezett a radikálisok visszaszorítására.
2009-re a NATO-nak egyre nagyobb kihívást jelentett a dél-afganisztáni iszlamisták megfékezése és távol tartása az északi országrésztől.

### 2021

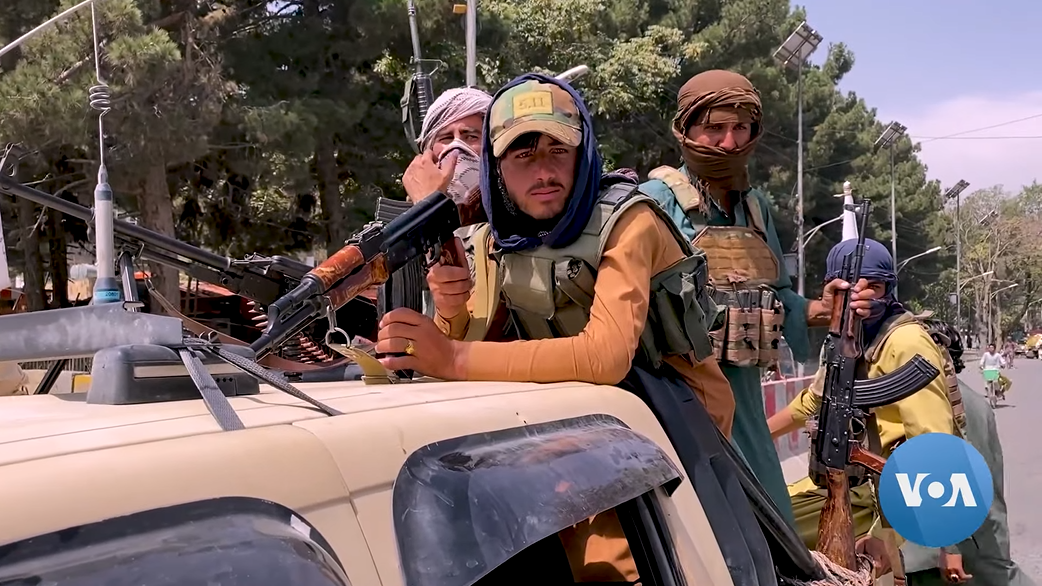
Tálib harcosok Kabulban, 2021. augusztus 17-én

2021-ben az USA vezetése bejelentette hogy kivonul az országból. Ezután az amerikaiak és a NATO szövetségesei is rövid időn belül kivonták csapataikat Afganisztánból. A tálibok 2021 nyarára szinte egész Afganisztánt az irányításuk alá vonták, anélkül, hogy nagyobb ellenállással találkoztak volna. Miután augusztusban elfoglalták Kabult, Asraf Gáni afgán elnök elmenekült az országból, és elismerte a katonai vereséget, a tálibok pedig bejelentették, hogy újra ki fogják kiáltani az Afganisztáni Iszlám Emirátust.

## Tálib hatalmi gyakorlat
A tálibok vallási fanatizmusra alapozott ideológiájára nagy hatással volt a szaúd-arábiai eredetű vahhabita mozgalom, amely intoleráns minden nem vahhabita szokással szemben (a nem vahhabita muszlimokkal szemben is). A tálibok szellemi hátországát az Afganisztánban és Pakisztánban igen elterjedt, iszlám radikális felfogást hirdető korániskolák termelik. A tálibok az általuk uralt területen az iszlám jogrendszert, a saríát vezették be, amelynek előírásait rigorózus módon tartatták be. A saríára hivatkozva a tálibok alapvető emberi jogokat korlátoztak, civilizációs vívmányokat tiltottak be, a jogrend megsértését pedig következetesen büntették. A tálibok fanatizmusa a kívülálló számára szélsőségesen maradi rendelkezésekben öltött testet:

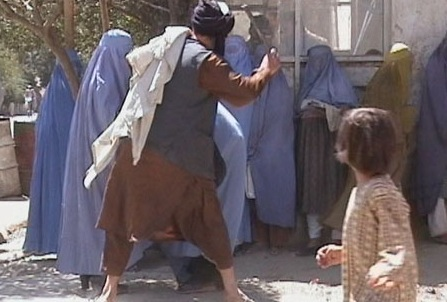
Tálib vallási rendőr egy nőt ver, mert az nyilvános helyen eltávolította magáról a burkát

- A filmkészítés, a filmszínházak, a televízió és az internet betiltása.
- Ünnepségek és világi zene betiltása.
- A nők számára a kerékpározás és motorozás, sportegyesületbe és múzeumokba történő belépés, rádióműsorban való megszólalás, hangos nevetés, kopogós cipő, ékszer és élénk színek viselésének, illetve saját házuk erkélyére való kilépésének megtiltása.
- A férfiaknak kötelezővé tették a hagyományos muszlim[17] öltözet (pl. turbán), valamint a szakáll viselését.
- Tiltva van férfiszabók számára a női ruhák készítése.
- A nem muszlimoknak a ruházatukon egy jól látható sárga csík viselését tették kötelezővé.
- Istenképek elpusztítása (bámiján-völgyi Buddha-szobrok felrobbantása).
- A máktermesztés központosítása (az kizárólag a tálib hatalmi szervek feladata).

A törvények megszegését szigorúan büntették:
- A visszaeső bűnözők megcsonkítása.
- Nyilvános kivégzések (akasztások és agyonlövések).
- Testi fenyítés azon férfiaknak, akiknek nem elég hosszú a szakálluk.